# Björn Nittmo
Björn Nittmo, internationellt känd som Bjorn Nittmo, född 26 juli 1966 i Lomma, är en amerikansk fotbollsspelare (kicker). Björn Nittmo är den förste svensken att spela en full säsong för NFL där han spelade för New York Giants i NFL 1989. Nittmo var också en återkommande gäst i The Letterman Show och gick i college på Appalachian State University.